# Montgomery (Minnesota)
Montgomery è una città degli Stati Uniti d'America, situata in Minnesota, nella Contea di Le Sueur.